# Dénitrification
Pour un article plus général, voir Cycle de l'azote.
La dénitrification, appelée aussi rétrogradation de l'azote minéral, est un processus microbien de respiration anaérobie qui utilise les  ions nitrates comme accepteurs d'électrons. Ce phénomène biologique est opéré en milieu hypoxique ou anoxique, par des bactéries spécifiques qui satisfont leur besoin en oxydant par une désoxygénation des nitrates.
Ce phénomène se produit dans le sol, mais pas exclusivement : il est aussi à l’œuvre dans certains sédiments, dans les aquifères (dans une certaine mesure et à certaines conditions), dans les matières organiques en décomposition (ex : bois mort), ou encore dans le système digestif.

## Importance écologique
Ce processus joue un rôle majeur à échelle planétaire dans le cycle de l'azote, et est encore incomplètement cerné. Il est notamment l'un des « puits d'azote » comme il existe des puits de carbone. Il a fait l'objet de nombreuses études concernant ses aspects écologiques, agronomiques, microbiologiques, physiologiques, biogéochimiques, génétiques ou symbiotiques. Il est probablement apparu précocement dans l'évolution et a notamment été retrouvé chez certaines archées halophiles ou hyperthermophiles mais aussi dans les mitochondries de certains champignons.
Les plantes et leur système racinaire, qui décolmatent le sol ou le sédiment (par exemple pour les roselières, les mangroves ou la Riziculture en rizière) et sont le support d'intenses échanges (souvent symbiotiques avec des champignons mycorhiziens et/ou des bactéries symbiotes), jouent aussi un rôle dans les grands processus de dénitrification à l’œuvre dans les sols, notamment sous les prairies, forêts, roselières, tourbières et autres zones humides. Un rôle un peu équivalent (pour le décolmatage du substrat et la bioturbation) est joué dans les sédiments par diverses espèces fouisseuses.

## Mécanismes biologiques
Sauf dans les sols très aérés, le dioxygène O2 diffuse peu dans le sol (quelques millimètres). Ce phénomène est encore accentué dans les sols tassés et/ou gorgés d'eau (cas d'un sol hydromorphique par exemple). Il y a 21 % de dioxygène dans l'atmosphère terrestre soit environ 300 mg par litre d'air et seulement (au maximum[réf. souhaitée]) 8 mg pour 1 kg (1 litre) d'eau. Par conséquent, les bactéries qui se trouvent dans ces types de sols manquent de dioxygène, nécessaire à leur survie, à leur développement et à la respiration cellulaire, notamment quand l'eau a comblé tous les espaces lacunaires du sol contenant auparavant de l'air.
C'est alors que des « bactéries dénitrifiantes » opèrent la dénitrification : elles réduisent l'ion nitrate NO3−, facilement soluble dans la solution du sol grâce aux liaisons hydrogène qu'il établit avec les molécules d'eau et facilement absorbable par les végétaux, en ion nitrite NO2−, puis en monoxyde d'azote NO, après en N2O (oxyde nitreux) et enfin en diazote N2, exempt d'oxygène et naturellement présent dans notre atmosphère et qui va s'échapper ensuite du sol par volatilisation, pour rejoindre cette dernière. La dénitrification suit tout ou partie de ces réactions successives (l'enzyme catalysant la réaction figurant entre parenthèses) :
NO3− + 2 H+ + 2 e−→  NO2− + H2O  (nitrate réductase)
NO2− + 2 H+ +  e− →  NO + H2O  (nitrite réductase)
2 NO + 2 H+ +  2 e− →  N2O + H2O (oxyde nitrique-réductase)
N2O + 2 H+ +  2 e− → N2  + H2O  (oxyde nitreux-réductase)
Le processus complet peut s'exprimer sous forme d'une réaction redox équilibrée, par laquelle le nitrate (NO3−) est entièrement réduit sous forme d'azote N2 :
2 NO3− + 10 e− + 12 H+ → N2 + 6 H2O
Il arrive que ces bactéries n'aillent pas jusqu'à la phase ultime de cette réaction, si le taux de dioxygène est en partie suffisant pour satisfaire leur besoin. La dénitrification est alors en partie arrêtée aux stades NO ou, plus souvent, N2O qui est un gaz à effet de serre.

## Enjeux environnementaux
Cette réaction est très importante en écologie, car elle contrôle partiellement le cycle de l'azote et certains processus d'eutrophisation et/ou d'acidification des eaux douces. Ces bactéries jouent aussi un rôle majeur dans le domaine du traitement des eaux usées, notamment dans le lagunage naturel.
Elle a aussi une grande importance en agriculture pour la maîtrise des besoins des plantes et des microorganismes du sol en azote, et dans le cadre d'une lutte naturelle contre la pollution par les engrais azotés, qui parce qu'ils sont très solubles peuvent polluer par les nitrates les pluies et les eaux de surface et de nappe.

## Recherche et développement
Les analyses isotopiques et études basées sur le suivi des isotopes stables de l'azote permettent de mieux comprendre ce processus et plus globalement sa place dans le cycle biogéochimique de l'azote, actuel ou passé (dans les paléoenvironnements et sous des paléoclimats différents).
On cherche aussi à créer (éventuellement par biomimétisme) des systèmes semi naturels de dépollution de rejets azotés en utilisant les bactéries dénitrifiantes, notamment pour traiter in situ des rejets agricoles.